# Eärwen
Eärwen je izmišljen lik iz Tolkienove mitologije, serije knjig o Srednjem svetu britanskega pisatelja J. R. R. Tolkiena.
Je Olwëjeva hčerka, vila s telerskimi koreninami. S Finarfinom imata štiri otroke: Finroda, Angroda, Aegnorja in Galadriel. Rojena je bila že dolgo pred prvo dobo, domnevno pa živi še v času dogodkov iz romana Gospodar prstanov.
```
       
Finwë
 = 
Indis

             |
       --------------
       |            |
   
Fingolfin
     
Finarfin
 = 
Eärwen

                          |
         ------------------------------
         |          |         |       |          
      
Finrod
      
Angrod
   
Aegnor
   
Galadriel
 = 
Celeborn

                    |                         |
                 
Orodreth
                 
Celebrían

                    |
               -----------
               |         |
          
Finduilas
  
Gil-galad
```